# Gérard Verguet
Gérard Verguet (* 11. Oktober 1949) ist ein ehemaliger französischer Skilangläufer.
Verguet belegte bei seiner einzigen Olympiateilnahme im Februar 1976 in Innsbruck den 62. Platz über 15 km. Einen Monat zuvor wurde er in Reit im Winkl zusammen mit Daniel Drezet und Jean-Paul Pierrat Zweiter in der Staffel.